# Pušinica
Pušinica (lat. Heliosperma), rod trajnica iz porodice klinčićevki (tribus Sileneae). Pripada mu najmanje 6 vrsta raširenih po Europi.
U Hrvatskoj raste nekoliko vrsta: gorska pušinica (H. alpestre), majušna pušinica (H. pusillum) i Veselskijeva pušinica (H. veselskyi)
Obojana (H. chromodontum), Malijeva (H. malyi), Retzdorfova (H. retzdorffianum) i Tomasinijeva pušinica (H. tommasinii) navode se i kao podvrsta vrste H. pusillum. Otočna pušinica ili Heliosperma insulare Trinajstić je stenoendemična vrsta s otoka Mljeta. Endem je. 

## Vrste
1. Heliosperma alpestre (Jacq.) Griseb.
2. Heliosperma intonsum (Greuter & Melzh.) Niketic & Stevan.
3. Heliosperma macranthum Pancic
4. Heliosperma pudibundum (Hoffmanns.) Griseb.
5. Heliosperma pusillum (Waldst. & Kit.) Rchb.
6. Heliosperma veselskyi Janka

## Vanjske poveznice
|  | Zajednički poslužitelj ima još gradiva o temi Heliosperma |
|  | Wikivrste imaju podatke o taksonu Heliosperma             |